# نائوکی تاناکا (کمدین)
نائوکی تاناکا (انگلیسی: Naoki Tanaka؛ زادهٔ ۲۶ آوریل ۱۹۷۱) بازیگر، و صداپیشه اهل ژاپن است.